# Valerie Davies
Valerie Davies (n. 29 iunie 1912, Cardiff, Țara Galilor, Regatul Unit al Marii Britanii și Irlandei – d. 2 august 2001, Newport, Țara Galilor, Regatul Unit) a fost o înotătoare ce a reprezentat Țara Galilor, medaliată olimpică. A participat la o ediție a Jocurilor Olimpice (1932) în care a câștigat 3 medalii de bronz.